# Władysław Wiśniowski (muzyk)
Władysław Wojciech Wiśniowski (ur. 1 stycznia 1911 w Śniatynie, zm. 25 września 1993 w Sanoku) – polski muzyk, pracownik łączności, podoficer Wojska Polskiego, żołnierz ZWZ–AK.

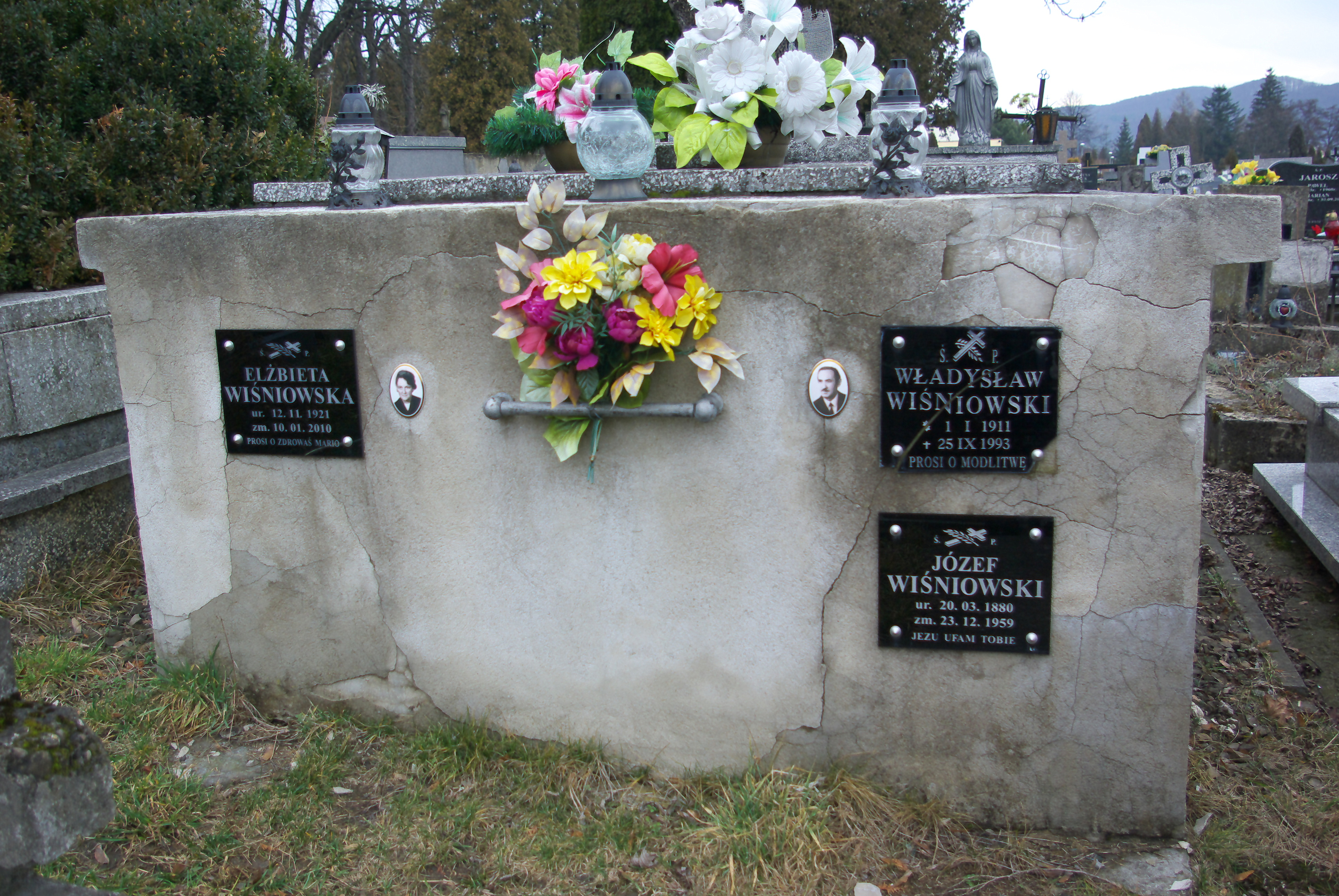
Grobowiec rodziny Wiśniowskich w Sanoku

## Życiorys
Władysław Wojciech Wiśniowski urodził się 1 stycznia 1911 w Śniatynie w rodzinie mieszczańskiej jako syn Józefa (1880-1959) i Weroniki z domu Łaszkiewicz. Był wnukiem powstańca styczniowego. Miał brata Kazimierza. W rodzinnym mieście w 1926 ukończył naukę w 7-klasowej szkole podstawowej. W 1928 wstąpił do Wojska Polskiego do 2 Pułku Strzelców Podhalańskich w Sanoku. W jednostce od 1928 do 1930 jako elew w orkiestrze, od 1931 do 1933 jako nadterminowy kapral, od 1934 do 1939 jako zawodowy kapral. W 2 psp został solistą w orkiestrze pułkowej, grał na instrumencie dętym baryton. W latach 30. odgrywał melodie żołnierskie ze szczytu Domu Żołnierza w Sanoku.
Po wybuchu II wojny światowej 1939 w szeregach 2 kompanii pułku brał udział w walkach kampanii wrześniowej do 15 września 1939. Po upadku wojny obronnej powrócił z obszaru Górnego Śląska do Sanoka. Po nastaniu okupacji niemieckiej był poszukiwany przez gestapo i na przełomie 1940/1941 ukrywał się. W 1941 w Bażanówce został zaprzysiężony przez Władysława Szmyda do Związku Walki Zbrojnej, a po przekształceniu działał w Armii Krajowej od 1942 do 1945. Posługiwał się pseudonimem „Kociński”. Brał udział w akcjach zbrojnych i dywersyjnych. Po nadejściu frontu wschodniego na ziemię sanocką w 1944 został aresztowany przez NKWD. Był przetrzymywany w gmachu zajmowanym przez NKWD przy ulicy Tadeusza Kościuszki w Sanoku, skąd 8 czerwca 1945 odzyskał wolność, po tym jak zbiegający ze służby w sanockim Powiatowym Urzędzie Bezpieczeństwa Publicznego Antoni Żubryd dokonał uwolnienia grupy więźniów. Zagrożony aresztowaniem Wiśniowski ukrywał się następnie w zabudowaniach ogrodnika sanockiego parku miejskiego Piotra Radwańskiego, na północnym stoku Góry Parkowej przy ul. Emilii Plater.
Pod koniec 1945 ujawnił się. Od 1946 do 1976 był zatrudniony jako doręczyciel przesyłek w Urzędzie Pocztowym w Sanoku, po czym przeszedł na emeryturę. Działał społecznie na polu muzyki. Na początku lat 60. był założycielem orkiestry dętej w Zagórzu, w tamtejszej Szkole Muzycznej nauczał gry na akordeonie. W latach 60. i 70. tworzył zespół orkiestralny w Sanoku, występujący na imprezach okolicznościowych. Ponadto z wieży kościoła Przemienienia Pańskiego w Sanoku odgrywał melodie religijne. Był członkiem Koła Związku Bojowników o Wolność i Demokrację w Sanoku, a od końca lat 80. należał do Związku Kombatantów RP i Byłych Więźniów Politycznych.
Zmarł 25 września 1993. Został pochowany w grobowcu rodzinnym na Cmentarzu Centralnym w Sanoku. Jego żoną była Elżbieta z dom Froń (1921-2010).

## Odznaczenia i wyróżnienia
- Medal „Za udział w wojnie obronnej 1939” (uchwałą Rady Państwa ze stycznia 1985)[12]
- Złota Odznaka „Zasłużony Pracownik Łączności” (1975)[3][12]
- inne odznaczenia[12]